# Maggie Stiefvater
Margaret Stiefvater (assina como Maggie Stiefvater) é uma escritora norte-americana de ficção para jovens adultos, conhecida principalmente por sua série de romances de fantasia The Wolves of Mercy Falls e The Raven Cycle. Ela atualmente mora no estado da Virgínia.

## Biografia
Stiefvater nasceu em Harrisonburg, Virgínia. Ela se descreveu como uma "criança ansiosa com muitas fobias". Quando criança, ela queria ser piloto de caça e piloto de carros de corrida e era uma leitora voraz que gostava de escrever. Aos 16 anos, ela estava enviando manuscritos para editores. Depois de estudar em casa a partir da sexta série, Stiefvater frequentou o Mary Washington College, graduando-se em história. Na época em que entrou na faculdade, ela já havia escrito mais de 30 romances. Aos 16 anos, ela mudou legalmente seu primeiro nome de Heidi para Margaret. Seu nome de solteira era Hummel. Depois de se formar, trabalhou como retratista, especializando-se em arte equestre. Em 2010, ela deu uma palestra TEDx para a NASA intitulada "How Bad Teens Become Famous People" (como adolescente maus se tornam pessoas famosas), na qual ela reflete sobre sua juventude como uma "Bad Teen" e como esses anos a impactaram.

### Vida pessoal
Stiefvater tem um blog pessoal onde compartilha os eventos de sua vida. Ela é casada e tem dois filhos. Ela tem quatro cachorros chamados Winnie, Parsifal, Jane e Rose. Ela também tem nove cabras e um cavalo.
Ela é uma leitora ávida, desenhista premiada e toca diversos instrumentos, entre eles harpa celta, piano e gaita de fole.
Em 2019, Stiefvater foi diagnosticada com a doença de Addison depois de desmaiar durante a turnê de um livro. Ela tem falado publicamente sobre sua condição de saúde na esperança de que isso aumente a conscientização de outras pessoas.

## Obras

### SérieBooks of Faerie
- Lament (2008)
- Ballad (2009)
- Requiem (a publicar)

### SérieThe Wolves of Mercy Falls
- Shiver (2009)
- Linger (2010)
- Forever (2011)
- Sinner (2014)

### SérieThe Raven Cycle
- The Raven Boys (2012) Os Garotos Corvos (Verus, 2013)
- The Dream Thieves (2013) Ladrões de Sonhos (Verus, 2014)
- Blue Lily, Lily Blue (2014) Lírio azul, Azul Lírio (Verus, 2015)
- The Raven King (2016) O Rei Corvo (Verus, 2016)
- Opal (2018) conto. Opala

### SérieThe Dreamer Trilogy
- Call Down The Hawk (2019) O Chamado do Falcão (Verus, 2021)
- Mister Impossible (2021) Sonhador Impossível (Verus, 2022)
- Greywaren (2022)

### Série Pip Bartlett
(com Jackson Pearce)
- Pip Bartlett's Guide to Magical Creatures (2015)
- Pip Bartlett's Guide to Unicorn Training (2017)
- Pip Bartlett's Guide to Sea Monsters (2018)

### Livros isolados
- The Scorpio Races (2011) A Corrida de Escorpião (Verus, 2012)
- Spirit Animals Book 2: Hunted (2014)
- All the Crooked Saints (2017) Todos os Santos Malditos (Verus, 2019)
- Bravely (2022)

### Antologias
- The Curiosities: A Collection of Stories - com Tessa Gratton e Brenna Yovanoff (2012)
- The Anatomy of Curiosity - com Tessa Gratton  e Brenna Yovanoff (2015)

### Contos
- The Hounds of Ulster (2010) - conto na antologia Kiss Me Deadly: 13 Tales of Paranormal Love
- Non Quis, Sed Quid (2011)

### Graphic Novels
- Swamp Thing: Twin Branches com o artista Morgan Beem (2020)